# Borg-Massiv
Das Borg-Massiv (norwegisch Borgmassivet) ist ein imposantes Gebirgsmassiv von rund 50 km Länge im antarktischen Königin-Maud-Land mit Gipfeln von bis zu 2770 m Höhe. Es ragt entlang der Penck-Mulde im östlichen Teil der Maudheimvidda auf und ist mit nordöstlicher Ausrichtung in drei schroffe Bergkämme untergliedert, die durch das Raudbergtal und des Tals Frostlendet voneinander getrennt werden. Markanteste Erhebung des Massivs ist die 2594 m hohe Borga.
Erste Luftaufnahmen des Gebiets entstanden bei der Deutschen Antarktischen Expedition (1938–1939). Norwegische Kartografen kartierten das Massiv anhand geodätischer Vermessungen und mithilfe von Luftaufnahmen der Norwegisch-Britisch-Schwedischen Antarktisexpedition (1949–1952). Der deskriptive Name ist aus dem norwegischen Wort für „Burg“ entlehnt.